# Cutler (Flórida)
Cutler é uma antiga Região censo-designada localizada no estado americano da Flórida, no Condado de Miami-Dade.

## Demografia
Segundo o censo americano de 2000, a sua população era de 17.390 habitantes.

## Geografia
De acordo com o United States Census Bureau tem uma área de 17,5 km², dos quais 17,4 km² cobertos por terra e 0,1 km² cobertos por água.

## Localidades na vizinhança
O diagrama seguinte representa as localidades num raio de 8 km ao redor de Cutler.